# Сухий порт
Сухий порт — внутрішній термінал, безпосередньо пов'язаний автомобільним або залізничним сполученням з морським портом. Це логістична технологія, яка передбачає на додаток до перевалки вантажів перекладати на сухі порти приймання вантажів на зберігання і надання послуг з митного оформлення товарів.